# 국도 제34호선
국도 제34호선 (당진 ~ 영덕선, 國道第三十四號 唐津盈德線)은 충청남도 당진시 신평면 거산리 거산2교차로에서 경상북도 영덕군 영덕읍 덕곡리 덕곡 교차로를 연결하는 대한민국의 일반 국도이다.

## 역사
- 1971년 8월 31일 : 일반국도노선지정령에 의해 국도 제34호선 점촌 ~ 영덕선이 됨.[1]
- 1975년 10월 1일 : 안동군 임동면 망천리 ~ 영덕군 지품면 신안리 총 410m 구간 개통 및 기존 550m 구간 폐지, 문경군 산양면 반곡리 ~ 예천군 용궁면 가야리 6.26 km 구간 개통 및 기존 5.93 km 구간 폐지[2]
- 1981년 3월 14일 : 기점을 '경상북도 문경군 문경읍'에서 '충청남도 당진군 당진읍'으로 연장함. 이에 따라 '점촌 ~ 영덕선'에서 '당진 ~ 영덕선'이 됨.[3]
- 1981년 4월 16일 : 국도로 승격된 충청남도 당진군 신평면 거산리 ~ 충청북도 괴산군 연풍면 주진리 143.654 km 구간 개통[4]
- 1981년 5월 30일 : 대통령령 제10247호 일반국도노선지정령 개정에 따라 연장된 138 km 구간으로 도로구역 변경[5]
- 1986년 5월 26일 : 기존 지정 구간인 아산군 인주면 걸매리 ~ 공세리 구간 폐지[6]
- 1987년 8월 29일 : 아산군 둔포면 둔포리 880m 구간 개통, 기존 760m 구간 폐지[7]
- 1987년 11월 9일 : 괴산군 증평읍 미암리 620m 구간 개통, 기존 635m 구간 폐지[8]
- 1997년 6월 23일 : 진천군 초평면 용정리 1.1 km 구간 신설 개통 및 기존 2 km 구간 폐지[9], 진천군 진천읍 행정리 ~ 장판리 400m 구간 신설 개통 및 기존 구간 폐지[10]
- 1998년 2월 11일 : 괴산군 연풍면 갈금리 ~ 유하리 840m 구간 신설 개통, 기존 1.33 km 구간 폐지[11][12]
- 1998년 12월 31일 : 당진군 신평면 거산리 ~ 아산시 인주면 공세리 16.3 km 구간 확장 개통, 기존 당진군 신평면 금천리 ~ 운정리 4.2 km 구간 및 아산시 인주면 문방리 ~ 밀두리 3.1 km 구간 폐지[13]
- 2000년 6월 1일 : 풍산 ~ 안동간 도로(안동시 풍산읍 소산리 ~ 노하동) 12.522 km 구간 확장 개통[14]
- 2000년 6월 15일 : 풍산 ~ 안동간 도로(안동시 노하동 ~ 당북동 (구)농고네거리) 4.57 km 구간 확장 개통[15]
- 2000년 10월 9일 : 괴산군 증평읍 연탄리 1.78 km 구간 확장 개통, 기존 1.85 km 구간 폐지[16]
- 2001년 6월 12일 : 천안시 성환읍 610m 구간 개통, 기존 485m 구간 폐지[17]
- 2001년 7월 5일 : 진천군 초평면 화산리 ~ 은암리 980m 구간 개통, 기존 1.08 km 구간 폐지[18]
- 2001년 9월 22일 : 점촌 ~ 문경간 도로(문경시 마성면 모곡리 ~ 문경읍 진안리) 6.206 km 구간 확장 개통, 기존 7.5 km 구간 폐지[19]
- 2001년 9월 24일 : 진천군 초평면 용정리 310m 구간 개량 개통[20]
- 2002년 12월 23일 : 괴산군 칠성면 갈읍리 ~ 율지리 2.3 km 구간 확장 개통, 기존 1.4 km 구간 폐지[21]
- 2002년 12월 31일 : 충청남도 아산시 인주면 공세리 ~ 경기도 평택시 팽성읍 석근리 14.1 km 구간 확장 개통, 기존 13.6 km 구간 폐지[22], 아산시 둔포면 둔포리 둔포 교차로 ~ 운용 교차로 2.36 km 구간 확장 개통, 기존 구간 폐지[23]
- 2003년 5월 12일 : 충청북도 괴산군 증평읍 미암리 700m 구간 확장 개통[24]
- 2004년 11월 12일 : 증평군 증평읍 미암리 ~ 서부리 19.8 km 구간 확장 개통[25]
- 2004년 11월 30일 : 천안시 입장면 도림리 718m 구간 개량 개통, 기존 560m 구간 폐지[26]
- 2005년 6월 20일 : 진천군 진천읍 건송리 350m 구간 개통[27]
- 2005년 6월 28일 : 문경시 산양면 연소리 ~ 읍부리 1.0 km 구간 금남교차로 개선[28]
- 2007년 1월 11일 : 안동시 서후면 교리 ~ 남선면 이천리 19.36 km 구간을 자동차 전용도로로 지정[29]
- 2009년 2월 3일 : 괴산 ~ 연풍간 도로 제2공구 (괴산군 칠성면 태성리 ~ 연풍면 삼풍리) 8.63 km 구간 확장 개통[30]
- 2009년 7월 6일 : 괴산 ~ 연풍간 도로 제1공구 (괴산군 칠성면 송덕리 ~ 태성리) 2.47 km 구간 확장 개통[31]
- 2009년 12월 29일 : 안동시 국도대체우회도로의 수상 ~ 신석 ~ 용상간 도로(안동시 정상동 ~ 송천동) 10.54 km 구간 확장 개통[32]
- 2010년 12월 31일 : 성환우회도로(천안시 서북구 직산읍 우신리 ~ 직산읍 판정리) 8.71 km 구간 신설 개통, 기존 6.84 km 구간 폐지[33], 안동시 국도대체우회도로의 수상 ~ 신석간 도로(안동시 수상동 ~ 정상동) 4.0 km 구간 확장 개통[34]
- 2011년 1월 3일 : 성환우회도로 개통 연기[35]
- 2011년 5월 12일 : 성환우회도로(천안시 서북구 직산읍 우신리 ~ 직산읍 판정리) 8.71 km 구간 신설 개통, 기존 6.84 km 구간 폐지[36][37]
- 2012년 12월 28일 : 성환 ~ 입장간 도로(천안시 서북구 직산읍 판정리 판정 교차로 ~ 입장면 도림리 도림 교차로) 8.3 km 구간 확장 개통, 기존 6.8 km 구간 폐지[38]
- 2013년 7월 16일 : 괴산 ~ 연풍간 도로 1공구(괴산군 괴산읍 동부리 ~ 태성리) 8.0 km 구간 확장 개통 및 기존 괴산군 칠성면 두천리 ~ 태성리 8.4 km 구간 폐지[39], 충청북도 괴산군 괴산읍 동진 교차로 ~ 연풍면 연풍IC 교차로 구간 개통
- 2014년 11월 14일 : 진천 ~ 증평간 도로 2공구(진천군 초평면 용정리 용정 교차로 ~ 증평군 증평읍 연탄리 연탄 교차로) 11.4 km 구간 확장 개통[40], 기존 11.9 km 구간 폐지[41]
- 2015년 3월 27일 : 종점을 영덕군 영덕읍 덕곡리 덕곡 교차로로 명시[42]
- 2015년 12월 21일 : 안동시 국도대체우회도로 교리 ~ 수상간 도로(안동시 서후면 교리 ~ 수상동) 8.3 km 구간 개통[43] 및 기존 11.2 km 구간 폐지[44]
- 2016년 7월 13일 : 종점인 "영덕군 영덕읍 덕곡리"의 지번 변경. 이에 따라 총 연장이 310.8km에서 311.5km로 증가[45]
- 2016년 9월 9일 : 진천 ~ 증평간 도로 석탄 교차로 ~ 초평천교(진천군 초평면 중석리 ~ 용정리) 2.35km 구간 부분 개통[46]
- 2016년 12월 30일 : 진천 ~ 증평간 도로 1공구(진천군 진천읍 성석리 ~ 초평면 용정리) 7.05km 구간 확장 개통 및 기존 진천군 진천읍 삼덕리 ~ 초평면 용정리 4.2km 구간 폐지[47]
- 2018년 12월 21일 : 호계 ~ 불정간 도로(문경시 호계면 견탄리 ~ 산양면 반곡리) 9.9km 구간 확장 개통[48] 및 기존 8.9km 구간 폐지[49]
- 2022년 5월 16일 : 용궁 ~ 개포간 도로(예천군 용궁면 산택리 ~ 월오리) 2.24km 구간 개량 개통 및 기존 1.26km 구간 폐지[50]

## 주요 경유지
충청남도
- 당진시 (원당동 · 수청동 · 시곡동 · 송악읍 · 신평면) - 삽교천방조제 - 아산시 (인주면 · 영인면 · 둔포면) - 천안시 서북구 (성환읍 · 직산읍 · 입장면 · 서운면 · 입장면)

경기도
- 안성시 서운면

충청북도
- 진천군 (백곡면 · 진천읍 · 초평면) - 증평군 증평읍 - 괴산군 (청안면 · 사리면 · 문광면 · 괴산읍 · 칠성면 · 연풍면)

경상북도
- 문경시 (문경읍 · 마성면 · 불정동 · 호계면 · 우지동 · 호계면 · 산양면) - 예천군 용궁면 - 문경시 산양면 - 예천군 (개포면 · 유천면 · 예천읍 · 호명읍) - 안동시 (풍산읍 · 서후면 · 풍산읍 · 송현동 · 노하동 · 송현동 · 태화동 · 당북동 · 옥야동 · 안흥동 · 천리동 · 남문동 · 운흥동 · 법흥동 · 용상동 · 송천동 · 임하면 · 임동면) - 청송군 진보면 - 영덕군 (지품면 · 영덕읍)

## 노선
- (■): 자동차 전용도로 구간

### 충청남도
| 이름                            | 접속 노선                                | 소재지                     | 소재지                                                      | 비고                                    |
| ------------------------------- | ---------------------------------------- | -------------------------- | ----------------------------------------------------------- | --------------------------------------- |
| 거산2 교차로                    | 국도 제32호선 (예당평야로)               | 당진시                     | 신평면                                                      | 기점                                    |
| 금천교                          | 신평길                                   | 당진시                     | 신평면                                                      |                                         |
| 신평 교차로                     | 신평길                                   | 당진시                     | 신평면                                                      |                                         |
| 신흥 교차로                     | 신평길                                   | 당진시                     | 신평면                                                      |                                         |
| 신당 교차로                     | 샛터로 원신당로                          | 당진시                     | 신평면                                                      |                                         |
| 운정 나들목                     | 국도 제38호선 국도 제77호선 (북부산업로) | 당진시                     | 신평면                                                      | 국도 제38, 77호선과 중복                |
| 운정 교차로                     | 닻거리길                                 | 당진시                     | 신평면                                                      | 하행 진입 불가 국도 제38, 77호선과 중복 |
| 삽교대교                        |                                          | 당진시                     | 신평면                                                      | 국도 제38, 77호선과 중복                |
| 삽교 교차로                     | 삽교천길                                 | 당진시                     | 신평면                                                      | 국도 제38, 77호선과 중복                |
| 삽교천방조제                    |                                          | 당진시                     | 신평면                                                      | 국도 제38, 77호선과 중복                |
|                                 | 아산시                                   | 인주면                     |                                                             | 국도 제38, 77호선과 중복                |
| 문방 교차로                     | 아산시                                   | 인주면                     | 인주산단로 아산만로1578번길                                 | 국도 제38, 77호선과 중복                |
| 인주공단 교차로                 | 아산시                                   | 인주면                     | 지방도 제623호선 (인주산단로)                               | 국도 제38, 77호선과 중복                |
| 밀두 교차로                     | 아산시                                   | 인주면                     | 현대로 걸매길                                               | 국도 제38, 77호선과 중복                |
| 인주초등학교                    | 아산시                                   | 인주면                     |                                                             | 국도 제38, 77호선과 중복                |
| 공세 교차로                     | 아산시                                   | 인주면                     | 공세길                                                      | 국도 제38, 77호선과 중복                |
| 입체 교차로 (인주육교)          | 아산시                                   | 인주면                     | 국도 제38호선 국도 제39호선 국도 제77호선 (서해로) (아산로) | 국도 제38, 77호선과 중복                |
| 세원 교차로 (세원육교)          | 아산시                                   | 인주면                     | 아산호로                                                    | 상행 진입 불가 하행 진출 불가           |
| 신안교                          | 아산시                                   | 인주면                     |                                                             |                                         |
|                                 | 아산시                                   | 영인면                     |                                                             |                                         |
| 백석포 교차로 (백석포육교)      | 아산시                                   | 아산호로 영인로 백석포길   | 하행 진출 불가                                              |                                         |
| 와우 교차로 (와우육교)          | 아산시                                   | 아산호로                   | 상행 진출 불가 하행 진입 불가                               |                                         |
| 와우1교                         | 아산시                                   |                            |                                                             |                                         |
| 철봉 교차로 (철봉육교)          | 아산시                                   | 토정로                     |                                                             |                                         |
| 신봉2교 신봉3교                 | 아산시                                   |                            |                                                             |                                         |
| 신봉 교차로 (신봉4교)           | 아산시                                   | 신봉길 아산호로840번길     |                                                             |                                         |
| 신남교                          | 아산시                                   |                            | 둔포면                                                      |                                         |
| 신남 교차로                     | 아산시                                   | 국도 제43호선 (세종평택로) | 둔포면                                                      |                                         |
| 둔포 교차로 (둔포교)            | 아산시                                   | 국도 제45호선 (충무로)     | 둔포면                                                      | 국도 제45호선과 중복                    |
| 관대교 운교교                   | 아산시                                   |                            | 둔포면                                                      | 국도 제45호선과 중복                    |
| 둔포육교                        | 아산시                                   | 아산밸리남로               | 둔포면                                                      | 국도 제45호선과 중복 상행 진출 불가     |
| 석근 교차로                     | 아산시                                   | 국도 제45호선 (장영실로)   | 둔포면                                                      | 국도 제45호선과 중복                    |
| 능안 교차로                     | 아산시                                   | 아산밸리로 충무로          | 둔포면                                                      |                                         |
| 운용 교차로                     | 아산시                                   | 충무로                     | 둔포면                                                      |                                         |
| 왕림사거리                      | 신방로                                   | 천안시                     | 서북구 성환읍                                               |                                         |
| 우신1 교차로                    | 신방로 와룡길                            | 천안시                     | 서북구 성환읍                                               | 상행 진출 불가 하행 진입 불가           |
| 우신2 교차로                    | 국도 제1호선 (성환우회도로)              | 천안시                     | 서북구 성환읍                                               | 국도 제1호선과 중복                     |
| 매주 교차로 (매주육교)          | 국가지원지방도 제70호선 (연암율금로)     | 천안시                     | 서북구 성환읍                                               | 국도 제1호선과 중복                     |
| 상덕과선교                      |                                          | 천안시                     | 서북구 성환읍                                               | 국도 제1호선과 중복                     |
|                                 | 서북구 직산읍                            | 천안시                     |                                                             | 국도 제1호선과 중복                     |
| 수헐 교차로                     | 국도 제1호선 (천안대로)                  | 천안시                     |                                                             | 국도 제1호선과 중복                     |
| 군동 교차로                     | 직산로 직산안길                          | 천안시                     |                                                             |                                         |
| 북천안 나들목 (북천안IC 교차로) | 1호선 경부고속도로                       | 천안시                     |                                                             |                                         |
| 판정 교차로                     | 성진로                                   | 천안시                     |                                                             |                                         |
| 용정1교 용정2교                 |                                          | 천안시                     | 서북구 입장면                                               |                                         |
| 유리 교차로                     | 연곡길                                   | 천안시                     | 서북구 입장면                                               |                                         |
| 독정 교차로                     | 안성맞춤대로 입장로                      | 천안시                     | 서북구 입장면                                               |                                         |
| 입장 교차로                     | 국가지원지방도 제23호선 (망향로)         | 천안시                     | 서북구 입장면                                               |                                         |
| 도림 교차로                     | 국가지원지방도 제57호선 (성진로)         | 천안시                     | 서북구 입장면                                               | 국가지원지방도 제57호선과 중복          |
| 산평교 남단                     | 국가지원지방도 제57호선                  | 천안시                     | 서북구 입장면                                               | 국가지원지방도 제57호선과 중복          |
| 엽전치                          |                                          | 천안시                     | 서북구 입장면                                               |                                         |

- 공사 구간 (2025년 1월완공예정) : 도림 교차로 ~ 진천군 백곡면 갈월리

### 충청북도
| 이름                       | 접속 노선                                                           | 소재지 | 소재지                         | 비고                                                                     |
| -------------------------- | ------------------------------------------------------------------- | ------ | ------------------------------ | ------------------------------------------------------------------------ |
| 엽전치                     |                                                                     | 진천군 | 백곡면                         |                                                                          |
| 구수삼거리                 | 지방도 제313호선 (배티로)                                           | 진천군 | 백곡면                         | 지방도 제313호선과 중복                                                  |
| 백곡삼거리                 | 지방도 제313호선 (문사로)                                           | 진천군 | 백곡면                         | 지방도 제313호선과 중복                                                  |
| 백곡중학교 (폐교)          |                                                                     | 진천군 | 백곡면                         |                                                                          |
| 건송교 진천종박물관 장관교 |                                                                     | 진천군 | 진천읍                         |                                                                          |
| 백곡저수지삼거리           | 전송길                                                              | 진천군 | 진천읍                         |                                                                          |
| 행정 교차로                | 국도 제17호선 (생거진천로)                                          | 진천군 | 진천읍                         |                                                                          |
| 벽암사거리                 | 국도 제21호선 (문화로) 중앙북로                                     | 진천군 | 진천읍                         | 국도 제21호선과 중복                                                     |
| 성석사거리                 | 중앙동로 진광로                                                     | 진천군 | 진천읍                         | 국도 제21호선과 중복                                                     |
| 신성사거리                 | 국도 제21호선 (덕금로) 원덕로                                       | 진천군 | 진천읍                         | 국도 제21호선과 중복                                                     |
| 괸돌 교차로                | 문화10길 삼덕1길                                                    | 진천군 | 진천읍                         |                                                                          |
| 삼덕 교차로                | 문화로 초평로                                                       | 진천군 | 진천읍                         |                                                                          |
| 석탄 교차로                | 지방도 제513호선 (교연로)                                           | 진천군 | 초평면                         |                                                                          |
| (교량 명칭 미상)           |                                                                     | 진천군 | 초평면                         |                                                                          |
| 용정 교차로                | 초평로                                                              | 진천군 | 초평면                         |                                                                          |
| 초평천교 용정1교           |                                                                     | 진천군 | 초평면                         |                                                                          |
| 지전삼거리                 | 초평로 지전길                                                       | 진천군 | 초평면                         |                                                                          |
| 동잠교                     |                                                                     | 진천군 | 초평면                         |                                                                          |
| 사산 교차로                | 초평로                                                              | 진천군 | 초평면                         |                                                                          |
| 화산 교차로                | 초평로                                                              | 진천군 | 초평면                         |                                                                          |
| 초평1터널                  |                                                                     | 진천군 | 초평면                         | 상행 연장 590m 하행 연장 570m                                            |
| 초평2터널                  |                                                                     | 진천군 | 초평면                         | 상행 연장 474m 하행 연장 429m                                            |
| 금성교                     |                                                                     | 진천군 | 초평면                         |                                                                          |
| 용전 교차로                | 구성로                                                              | 진천군 | 초평면                         |                                                                          |
| 용기 교차로                | 지방도 제508호선 (중부로)                                           | 진천군 | 초평면                         | 지방도 제508호선과 중복                                                  |
| 수의삼거리                 | 구성로                                                              | 진천군 | 초평면                         | 지방도 제508호선과 중복                                                  |
| 연탄교                     |                                                                     | 증평군 | 증평읍                         | 지방도 제508호선과 중복                                                  |
| 연탄 교차로                | 지방도 제508호선 (중부로) 초평로                                    | 증평군 | 증평읍                         | 지방도 제508호선과 중복                                                  |
| 반탄교 북단                | 인삼로                                                              | 증평군 | 증평읍                         |                                                                          |
| 반탄교                     |                                                                     | 증평군 | 증평읍                         |                                                                          |
| 초중사거리                 | 국도 제36호선 (충청대로) 삼보로                                     | 증평군 | 증평읍                         | 국도 제36호선과 중복                                                     |
| 군청사거리                 | 지방도 제540호선 (광장로)                                           | 증평군 | 증평읍                         | 국도 제36호선과 중복                                                     |
| 윗장뜰사거리               | 중앙로 증평로 송산로4길                                             | 증평군 | 증평읍                         | 국도 제36호선과 중복                                                     |
| 동부우회도로삼거리         | 두름로                                                              | 증평군 | 증평읍                         | 국도 제36호선과 중복                                                     |
| 미암교                     |                                                                     | 증평군 | 증평읍                         | 국도 제36호선과 중복                                                     |
| 화성 교차로                | 국도 제36호선 (충청대로) 중부로                                     | 증평군 | 증평읍                         | 국도 제36호선과 중복                                                     |
| 보강교 사곡과선교          |                                                                     | 증평군 | 증평읍                         |                                                                          |
| 사곡 교차로                | 사곡로                                                              | 증평군 | 증평읍                         |                                                                          |
| 청룡교 청룡1육교           |                                                                     | 괴산군 | 청안면                         |                                                                          |
| 청룡 교차로                | 청안읍내로                                                          | 괴산군 | 청안면                         |                                                                          |
| 방축교                     |                                                                     | 괴산군 | 사리면                         |                                                                          |
| 사리 교차로                | 모래재로                                                            | 괴산군 | 사리면                         |                                                                          |
| 사담교                     |                                                                     | 괴산군 | 사리면                         |                                                                          |
| 모래재                     |                                                                     | 괴산군 | 사리면                         | 해발 228m                                                                |
| 수암 교차로                | 모래재로                                                            | 괴산군 | 사리면                         |                                                                          |
| 수암교 강천1교 강천2교     |                                                                     | 괴산군 | 사리면                         |                                                                          |
| 신촌 교차로                | 지방도 제533호선 (이곡로)                                           | 괴산군 | 사리면                         |                                                                          |
| 화산교                     |                                                                     | 괴산군 | 사리면                         |                                                                          |
| 유평1터널                  |                                                                     | 괴산군 | 사리면                         | 상행 연장 430m 하행 연장 425m                                            |
| 유평1터널                  | 문광면                                                              | 괴산군 |                                | 상행 연장 430m 하행 연장 425m                                            |
| 유평2터널                  |                                                                     | 괴산군 | 상행 연장 695m 하행 연장 700m  |                                                                          |
| 문법1육교 문법2육교        |                                                                     | 괴산군 |                                |                                                                          |
| 대명 교차로                | 읍내로                                                              | 괴산군 |                                |                                                                          |
| 동진천교                   |                                                                     | 괴산군 | 괴산읍                         |                                                                          |
| 서부 교차로                | 임꺽정로                                                            | 괴산군 | 괴산읍                         | 상행 진입 불가 하행 진출 불가                                            |
| 괴산 교차로                | 국도 제37호선 국가지원지방도 제49호선 (상경로)                      | 괴산군 | 괴산읍                         | 국도 제37호선과 중복 국가지원지방도 제49호선과 중복                      |
| 수진육교                   |                                                                     | 괴산군 | 괴산읍                         | 국도 제37호선과 중복 국가지원지방도 제49호선과 중복                      |
| 동부 교차로                | 문무로                                                              | 괴산군 | 괴산읍                         | 국도 제37호선과 중복 국가지원지방도 제49호선과 중복                      |
| 동진 교차로                | 국도 제19호선 국도 제37호선 국가지원지방도 제49호선 (괴강로) 제월로 | 괴산군 | 괴산읍                         | 국도 제19호선과 중복 국도 제37호선과 중복 국가지원지방도 제49호선과 중복 |
| 동진교 괴강교              |                                                                     | 괴산군 | 괴산읍                         | 국도 제19호선과 중복                                                     |
| 검승 교차로                | 국도 제19호선 (충민로)                                              | 괴산군 | 괴산읍                         | 국도 제19호선과 중복                                                     |
| 칠성 교차로                | 지방도 제525호선 (맹이재로)                                         | 괴산군 | 칠성면                         |                                                                          |
| 사평교                     | 사곡길                                                              | 괴산군 | 칠성면                         | 상행 진입 불가 하행 진출 불가                                            |
| 증전 교차로                | 도정로 비도길                                                       | 괴산군 | 칠성면                         |                                                                          |
| 쌍곡1 교차로               | 연풍로                                                              | 괴산군 | 칠성면                         | 상행 진입 불가 하행 진출 불가                                            |
| 쌍천1교                    |                                                                     | 괴산군 | 칠성면                         |                                                                          |
| 쌍곡2 교차로               | 지방도 제517호선 (연풍로)                                           | 괴산군 | 칠성면                         | 상행 진출 불가 하행 진입 불가                                            |
| 태성1교 태성2교            |                                                                     | 괴산군 | 칠성면                         |                                                                          |
| 적석1터널                  |                                                                     | 괴산군 | 칠성면                         | 상행 연장 1,205m 하행 연장 1,223m                                        |
| 적석1터널                  | 연풍면                                                              | 괴산군 |                                | 상행 연장 1,205m 하행 연장 1,223m                                        |
| 후동교                     |                                                                     | 괴산군 |                                |                                                                          |
| 입석 교차로                | 입석길                                                              | 괴산군 |                                |                                                                          |
| 적석2터널                  |                                                                     | 괴산군 | 상행 연장 305m 하행 연장 310m  |                                                                          |
| 적석3교                    |                                                                     | 괴산군 |                                |                                                                          |
| 적석 교차로                | 연풍로                                                              | 괴산군 | 연풍 나들목과 연결             |                                                                          |
| 삼풍교 연풍2교             |                                                                     | 괴산군 |                                |                                                                          |
| 연풍IC 교차로              | 국도 제3호선 (중원대로)                                             | 괴산군 | 국도 제3호선과 중복            |                                                                          |
| 이화령터널                 |                                                                     | 괴산군 | 국도 제3호선과 중복 연장 1600m |                                                                          |

- 공사 구간 (2025년 1월 완공예정) : 도림 교차로 ~ 진천군 백곡면 갈월리

기존 구간 (2014년 이전 노선)
- 진천군 삼덕 교차로 - 석탄삼거리 - 오갑교 - 오갑삼거리 - 용정 교차로 - 용정교 - 초평삼거리 - 초평면행정복지센터 - 지전삼거리 - 사산 교차로 - 화산삼거리 - 연탄사거리

### 경상북도
| 이름                                                                                 | 접속 노선                                        | 소재지                  | 소재지                                                      | 비고                                        |
| ------------------------------------------------------------------------------------ | ------------------------------------------------ | ----------------------- | ----------------------------------------------------------- | ------------------------------------------- |
| 이화령터널                                                                           |                                                  | 문경시                  | 문경읍                                                      | 국도 제3호선과 중복 연장 1600m              |
| 각서 교차로                                                                          | 이화령로                                         | 문경시                  | 문경읍                                                      | 국도 제3호선과 중복                         |
| 진안육교                                                                             | 새재로                                           | 문경시                  | 문경읍                                                      | 국도 제3호선과 중복                         |
| 문경새재 나들목 (남호 교차로)                                                        | 45호선 중부내륙고속도로 봉명길                   | 문경시                  | 마성면                                                      | 국도 제3호선과 중복                         |
| 모곡 교차로                                                                          | 지방도 제901호선 (새재로)                        | 문경시                  | 마성면                                                      | 국도 제3호선과 중복                         |
| 소야교                                                                               |                                                  | 문경시                  | 마성면                                                      | 국도 제3호선과 중복                         |
| 신현삼거리                                                                           | 구랑로                                           | 문경시                  | 마성면                                                      | 국도 제3호선과 중복                         |
| 진남3교 진남2교 진남1교 불정3교                                                      |                                                  | 문경시                  | 마성면                                                      | 국도 제3호선과 중복                         |
| 불정2교                                                                              |                                                  | 문경시                  | 점촌동                                                      | 국도 제3호선과 중복                         |
| 불정2교                                                                              | 호계면                                           | 문경시                  |                                                             | 국도 제3호선과 중복                         |
| 건탄사거리                                                                           | 태봉1길                                          | 문경시                  |                                                             | 국도 제3호선과 중복                         |
| 불정1교 북단                                                                         | 국도 제3호선 (문경대로)                          | 문경시                  |                                                             | 국도 제3호선과 중복                         |
| 견탄 교차로                                                                          |                                                  | 문경시                  |                                                             |                                             |
| 별암삼거리                                                                           | 신기로                                           | 문경시                  |                                                             |                                             |
| 성보촌                                                                               |                                                  | 문경시                  |                                                             |                                             |
| 우로삼거리                                                                           | 막곡길                                           | 문경시                  |                                                             |                                             |
| (이름 없음)                                                                          | 부천로                                           | 문경시                  |                                                             |                                             |
| 영강교 동단                                                                          | 중앙로                                           | 문경시                  | 산양면                                                      |                                             |
| (반곡리)                                                                             | 경서로                                           | 문경시                  | 산양면                                                      |                                             |
| 진정사거리                                                                           | 산양공단1길 산양공단2길                          | 문경시                  | 산양면                                                      |                                             |
| 진정삼거리                                                                           | 지방도 제923호선 (추산로)                        | 문경시                  | 산양면                                                      | 지방도 제923호선과 중복                     |
| 존도삼거리                                                                           | 지방도 제923호선 (산남로)                        | 문경시                  | 산양면                                                      | 지방도 제923호선과 중복                     |
| 산양교                                                                               |                                                  | 문경시                  | 산양면                                                      |                                             |
| 가야 교차로                                                                          | 지방도 제924호선 (용궁로)                        | 예천군                  | 용궁면                                                      |                                             |
| 산택 교차로                                                                          | 산택길                                           | 예천군                  | 용궁면                                                      |                                             |
| 월오 교차로                                                                          | 월오길                                           | 예천군                  | 용궁면                                                      |                                             |
| 장송마을                                                                             | 예성로                                           | 예천군                  | 개포면                                                      |                                             |
| 개포 교차로                                                                          | 지방도 제924호선 (용개로)                        | 예천군                  | 개포면                                                      |                                             |
| 비행장 교차로                                                                        | 매산길                                           | 예천군                  | 유천면                                                      |                                             |
| 화지교                                                                               |                                                  | 예천군                  | 유천면                                                      |                                             |
|                                                                                      | 예천읍                                           | 예천군                  |                                                             |                                             |
| 농공단지사거리 (지하차도)                                                            | 국도 제28호선 (예지로)                           | 예천군                  | 국도 제28호선과 중복                                        |                                             |
| 지내육교                                                                             | 충효로                                           | 예천군                  | 국도 제28호선과 중복                                        |                                             |
| 신대왕교                                                                             |                                                  | 예천군                  | 국도 제28호선과 중복                                        |                                             |
| 동예천 교차로                                                                        | 국도 제28호선 (예영로) 지방도 제927호선 (양궁로) | 예천군                  | 국도 제28호선과 중복 하행 방면 지방도 제927호선 진출입 불가 |                                             |
| 고평대교                                                                             |                                                  | 예천군                  |                                                             |                                             |
|                                                                                      | 호명읍                                           | 예천군                  |                                                             |                                             |
| 직산터널                                                                             |                                                  | 예천군                  | 상행 연장 378m 하행 연장 408m                               |                                             |
| 풍북육교                                                                             | 괴정2길 산업단지길                               | 안동시                  | 풍산읍                                                      |                                             |
| 도청신도시 나들목                                                                    | 지방도 제914호선 (도청대로)                      | 안동시                  | 풍산읍                                                      |                                             |
| 소산1교 소산2교                                                                      | 지방도 제924호선 (풍산태사로) 산업단지길         | 안동시                  | 풍산읍                                                      |                                             |
| 노리1 교차로                                                                         | 유통단지길                                       | 안동시                  | 풍산읍                                                      |                                             |
| 서안동 나들목                                                                        | 55호선 중앙고속도로                              | 안동시                  | 풍산읍                                                      |                                             |
| 노리 교차로                                                                          | 금당길 서선길                                    | 안동시                  | 풍산읍                                                      |                                             |
| 막곡 교차로                                                                          | 금당길 교리운곡길 서선길 함백이길                | 안동시                  | 풍산읍                                                      |                                             |
| 교리 교차로                                                                          | 경동로                                           | 안동시                  | 풍산읍                                                      |                                             |
| 회곡1교                                                                              |                                                  | 안동시                  | 풍산읍                                                      |                                             |
| 회곡 교차로                                                                          | 청회길                                           | 안동시                  | 풍산읍                                                      |                                             |
| 계평 교차로                                                                          | 지방도 제924호선 (풍산태사로)                    | 안동시                  | 풍산읍                                                      |                                             |
| 서안동대교                                                                           |                                                  | 안동시                  | 풍산읍                                                      |                                             |
|                                                                                      | 강남동                                           | 안동시                  |                                                             |                                             |
| 검암터널                                                                             |                                                  | 안동시                  | 연장 395m                                                   |                                             |
| 검암터널                                                                             | 남후면                                           | 안동시                  | 연장 395m                                                   |                                             |
| 검암1교                                                                              |                                                  | 안동시                  |                                                             |                                             |
| 남후 교차로                                                                          | 남일로                                           | 안동시                  |                                                             |                                             |
| 강남터널                                                                             |                                                  | 안동시                  | 연장 180m                                                   |                                             |
| 강남터널                                                                             | 강남동                                           | 안동시                  | 연장 180m                                                   |                                             |
| 강남교                                                                               |                                                  | 안동시                  |                                                             |                                             |
| 한티 교차로                                                                          | 국도 제5호선 (경북대로)                          | 안동시                  |                                                             |                                             |
| 정하1교 정하2교 정상교                                                               |                                                  | 안동시                  |                                                             |                                             |
| 정상 교차로                                                                          | 국도 제35호선 (충효로)                           | 안동시                  | 국도 제35호선과 중복                                        |                                             |
| 남선터널                                                                             |                                                  | 안동시                  | 국도 제35호선과 중복 상행 연장 400m 하행 연장 460m          |                                             |
| 남선터널                                                                             | 남선면                                           | 안동시                  | 국도 제35호선과 중복 상행 연장 400m 하행 연장 460m          |                                             |
| 신석1교 신석2교                                                                      |                                                  | 안동시                  | 국도 제35호선과 중복                                        |                                             |
| 신석 교차로                                                                          | 충효로                                           | 안동시                  | 국도 제35호선과 중복 상행 진입 불가 하행 진출 불가          |                                             |
| 이천 교차로                                                                          | 국도 제35호선 (남순환로)                         | 안동시                  | 국도 제35호선과 중복                                        |                                             |
| 반변천교                                                                             |                                                  | 안동시                  |                                                             |                                             |
|                                                                                      | 용상동                                           | 안동시                  |                                                             |                                             |
| 송천 교차로                                                                          | 경동로                                           | 안동시                  |                                                             |                                             |
| 안동대학교                                                                           |                                                  | 안동시                  |                                                             |                                             |
| 임하댐                                                                               |                                                  | 안동시                  | 임하면                                                      |                                             |
| 우곡삼거리                                                                           | 망천우곡길                                       | 안동시                  | 임동면                                                      |                                             |
| 마리삼거리                                                                           | 가느래이설길                                     | 안동시                  | 임동면                                                      |                                             |
| 박곡교 대평교 임동교                                                                 |                                                  | 안동시                  | 임동면                                                      |                                             |
| 중평삼거리                                                                           | 지방도 제935호선 (임예로)                        | 안동시                  | 임동면                                                      |                                             |
| 가랫재                                                                               |                                                  | 안동시                  | 임동면                                                      |                                             |
|                                                                                      | 청송군                                           | 진보면                  |                                                             |                                             |
| 부곡교 진보교 진보병원                                                               | 청송군                                           | 진보면                  |                                                             |                                             |
| 이촌삼거리                                                                           | 청송군                                           | 진보면                  | 진보로                                                      |                                             |
| 진안사거리                                                                           | 청송군                                           | 진보면                  | 국도 제31호선 (청송로) 진안로                               | 국도 제31호선과 중복                        |
| 각산삼거리                                                                           | 청송군                                           | 진보면                  | 진보로                                                      | 국도 제31호선과 중복                        |
| 월전삼거리                                                                           | 청송군                                           | 진보면                  | 국도 제31호선 (영양로)                                      | 국도 제31호선과 중복                        |
| 동청송영양 나들목                                                                    | 청송군                                           | 진보면                  | 30호선 서산영덕고속도로                                     |                                             |
| 황장재 (황장재휴게소)                                                                | 청송군                                           | 진보면                  |                                                             |                                             |
|                                                                                      | 영덕군                                           | 지품면                  |                                                             |                                             |
| 황장삼거리                                                                           | 영덕군                                           | 지품면                  | 지방도 제911호선 (석보로)                                   |                                             |
| 원전정류소                                                                           | 영덕군                                           | 지품면                  |                                                             |                                             |
| 지품면사무소                                                                         | 영덕군                                           | 지품면                  | 국가지원지방도 제69호선 (지영로)                            | 국가지원지방도 제69호선과 중복              |
| 신양강변터널                                                                         | 영덕군                                           | 지품면                  |                                                             | 국가지원지방도 제69호선과 중복 연장 약 120m |
| 신양삼거리                                                                           | 영덕군                                           | 지품면                  | 국가지원지방도 제69호선 (팔각산로)                          | 국가지원지방도 제69호선과 중복              |
| 대구지방법원 영덕지원 대구지방검찰청 영덕지청 영덕군민운동장 영덕군보건소 영덕소방서 | 영덕군                                           |                         | 영덕읍                                                      |                                             |
| 영덕버스터미널                                                                       | 영덕군                                           | 영덕로 군청길           | 영덕읍                                                      |                                             |
| 덕곡 교차로                                                                          | 영덕군                                           | 국도 제7호선 (동해대로) | 영덕읍                                                      | 종점                                        |

기존 구간 (2015년 이전 노선)
- 안동시 교리 교차로 - 송야사거리 - 송야천교 - 안동버스터미널 - 호암삼거리 - 경안중학교 교차로 - 성좌원입구 교차로 - 안동송현초등학교 - 송현오거리 - 안동고용복지플러스센터 - 경북하이텍고 교차로 - KBS안동방송국입구 교차로 - 태화오거리 - 태화삼거리 - 영가교 교차로 - 안동교육지원청 - 안동우체국 - 중앙사거리 - 천리고가교북단 교차로 - 안동역시외버스정류장 - 안동초등학교 - 홈플러스 안동점 - 안동역 교차로 - 법흥삼거리 - 법흥육거리 - 법흥교 - 법흥교동단 교차로 - 에이스아울렛 - CGV 안동점 - 용상시장 - 안동용상초등학교 - 용상시외버스정류장 - 길주중학교 - 길주초등학교 - 용상아파트단지 교차로 - 선어대교 - 송천 교차로

## 도로명
충청남도
- 당진시 신평면 거산2 교차로 ~ 아산시 인주면 공세리 : 서해로
- 아산시 인주면 공세리 ~ 둔포면 석근 교차로 : 장영실로
- 아산시 둔포면 석근 교차로 ~ 천안시 서북구 성환읍 우신2 교차로 ~ 엽전치 : 삼사로

충청북도
- 진천군 백곡면 엽전치 ~ 백곡면 갈월리 : 삼사로
- 진천군 백곡면 갈월리 ~ 진천읍 벽암사거리 : 백곡로
- 진천군 진천읍 벽암사거리 ~ 삼덕 교차로 : 문화로
- 진천군 진천읍 삼덕 교차로 ~ 초평면 용기 교차로 : 신초평로
- 진천군 초평면 용기 교차로 ~ 증평군 증평읍 연탄 교차로 : 중부로
- 증평군 증평읍 연탄 교차로 ~ 초중사거리 : 삼보로
- 증평군 증평읍 초중사거리 ~ 화성 교차로 : 충청대로
- 증평군 증평읍 화성 교차로 ~ 괴산군 연풍면 연풍IC 교차로 : 중부로
- 괴산군 연풍면 연풍IC 교차로 ~ 이화령터널 : 중원대로

경상북도
- 문경시 문경읍 이화령터널 ~ 호계면 불정1교 북단 : 문경대로
- 문경시 호계면 불정1교 북단 ~ 산양면 영강교 동단 : 상무로
- 문경시 산양면 영강교 동단 ~ 반곡리 : 중앙로
- 문경시 산양면 반곡리 ~ 안동시 풍산읍 막곡리 : 경서로
- 안동시 풍산읍 막곡리 ~ 교리 교차로 : 경동로
- 안동시 풍산읍 교리 교차로 ~ 남선면 이천 교차로 : 남순환로
- 안동시 용상동 송천 교차로 ~ 영덕군 영덕읍 청렴교 서단 : 경동로
- 영덕군 영덕읍 청렴교 서단 ~ 영덕버스터미널 : 영덕로
- 영덕군 영덕읍 영덕버스터미널 ~ 덕곡 교차로 : 군청길

## 자동차 전용도로 구간
아래 구간은 국토교통부에서 지정한 자동차 전용도로 구간이므로 보행자, 자전거 등은 통행할 수 없다. 이륜자동차 (모터사이클 혹은 오토바이)는 긴급자동차 (싸이카 및 소방용 모터사이클 등)에 한해 통행이 가능하며, 그 밖의 이륜자동차와 경운기, 우마차, 트랙터, 손수레 등은 통행할 수 없다.
| 도로명            | 시점                                       | 종점                                     | 총연장 (km) | 차로수 | 지정일          |
| ----------------- | ------------------------------------------ | ---------------------------------------- | ----------- | ------ | --------------- |
| 남순환로          | 경상북도 안동시 남선면 이천리(이천 교차로) | 경상북도 안동시 서후면 교리(교리 교차로) | 19.36       | 4      | 2007년 1월 11일 |
| 영인 ~ 팽성간도로 | 충청남도 아산시 둔포면 봉재리              | 경기도 평택시 팽성읍 노양리              | 5.97        | 6      | 2010년 4월 5일  |

## 사진

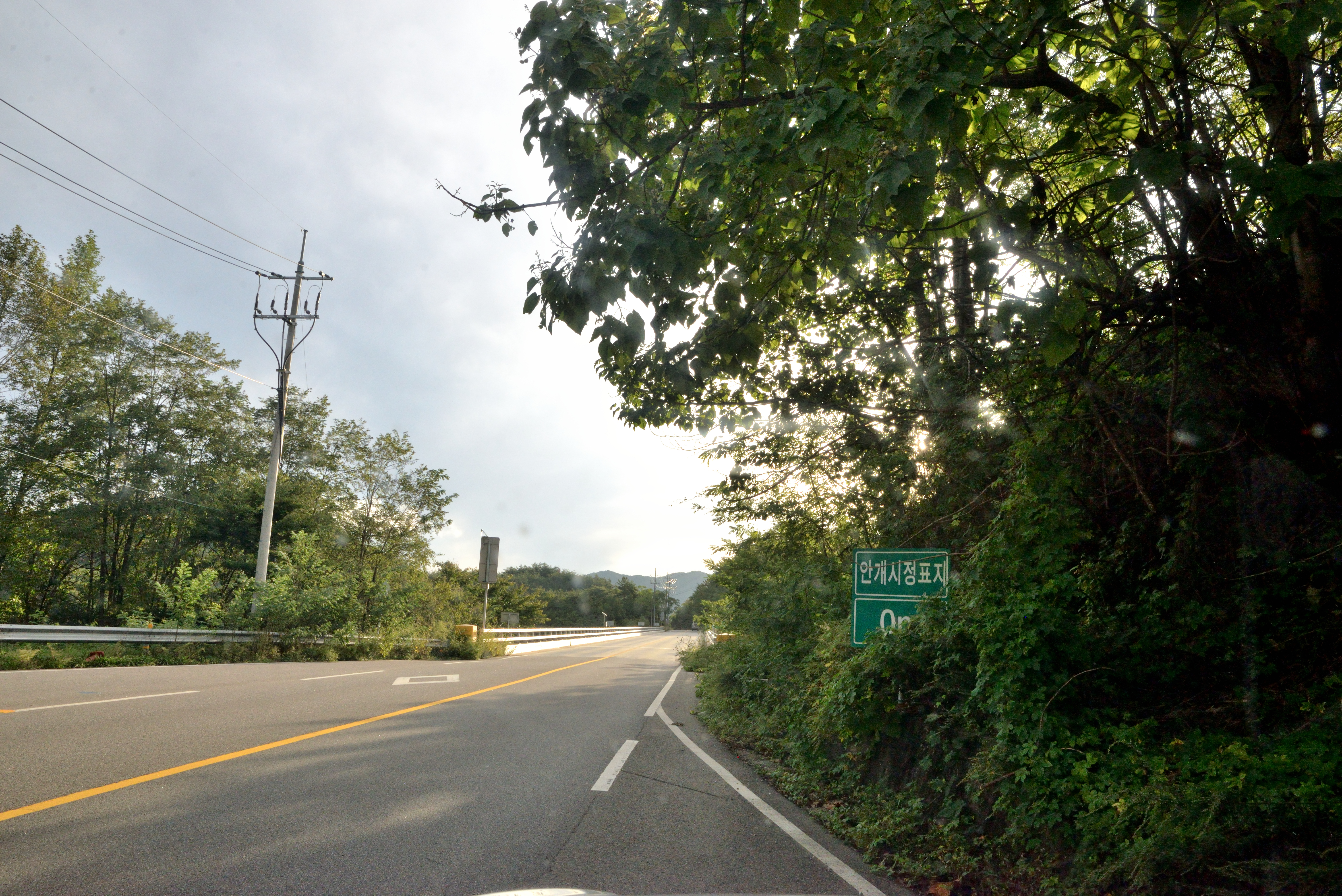
안동시 임동면 망천리 박곡교와 안개시정표지
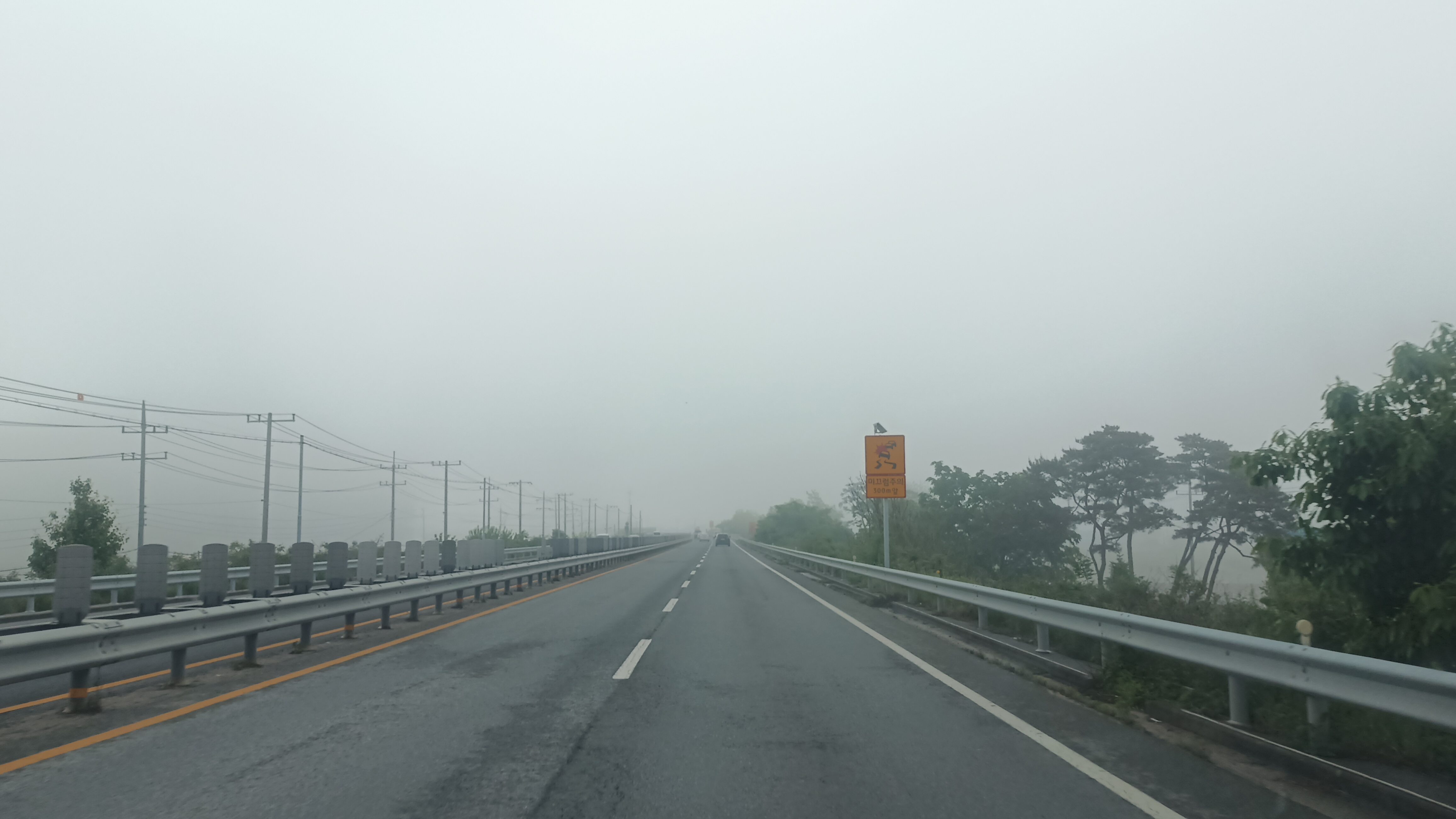
안동시 풍산읍 매곡리의 국도 제34호선과 한국의 안개
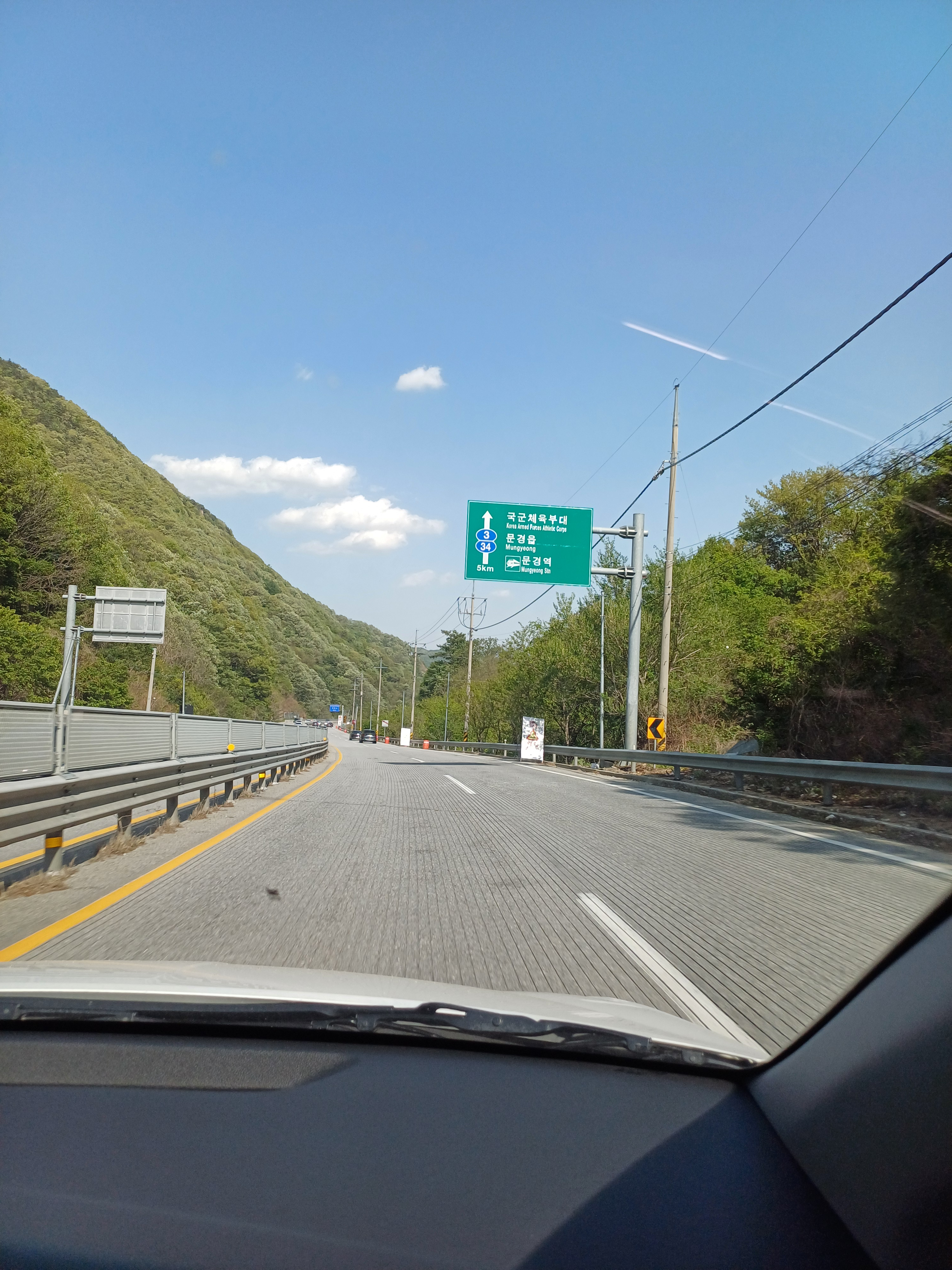
문경역, 국군체육부대 방면
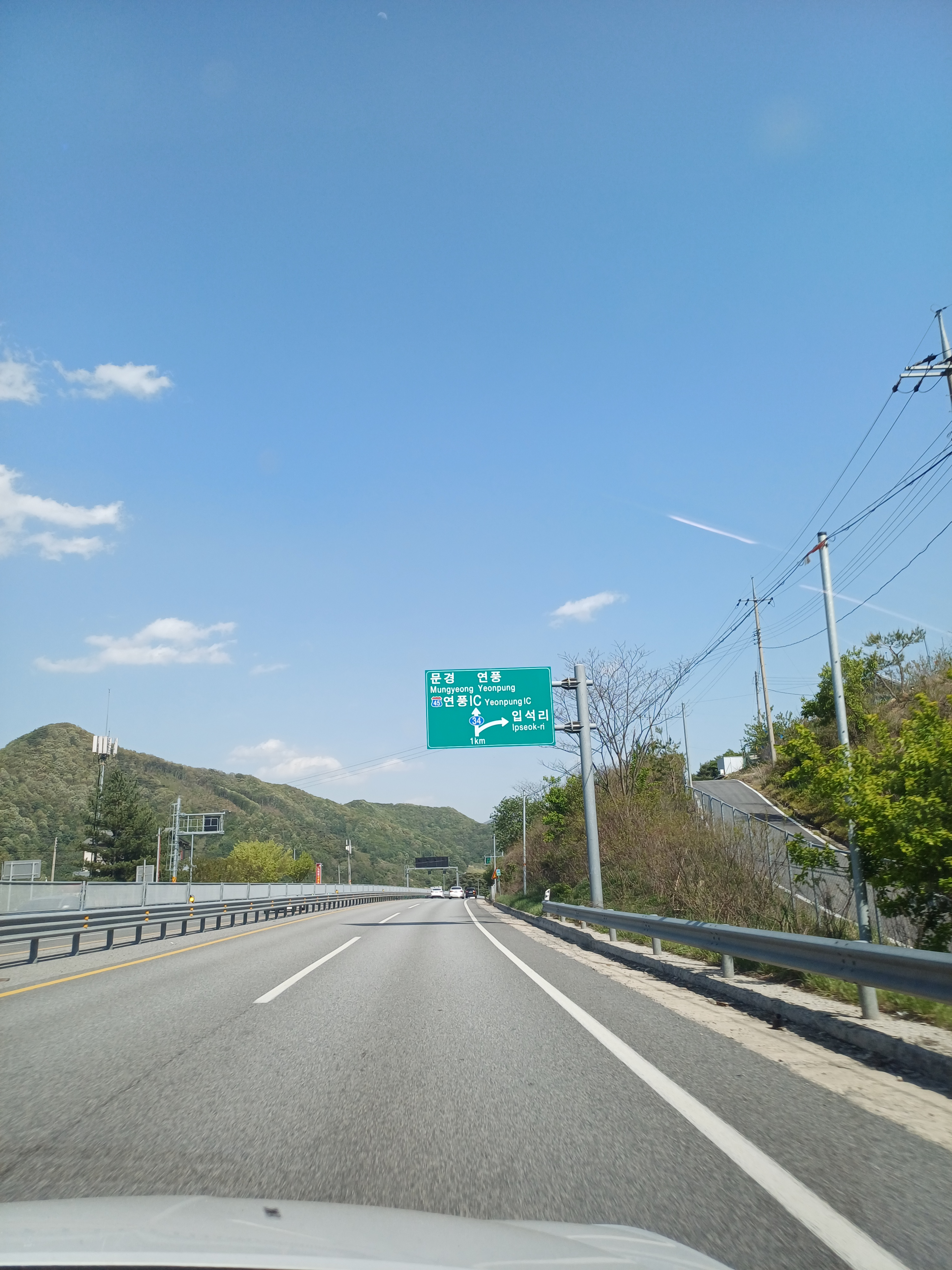
문경, 연풍 방면
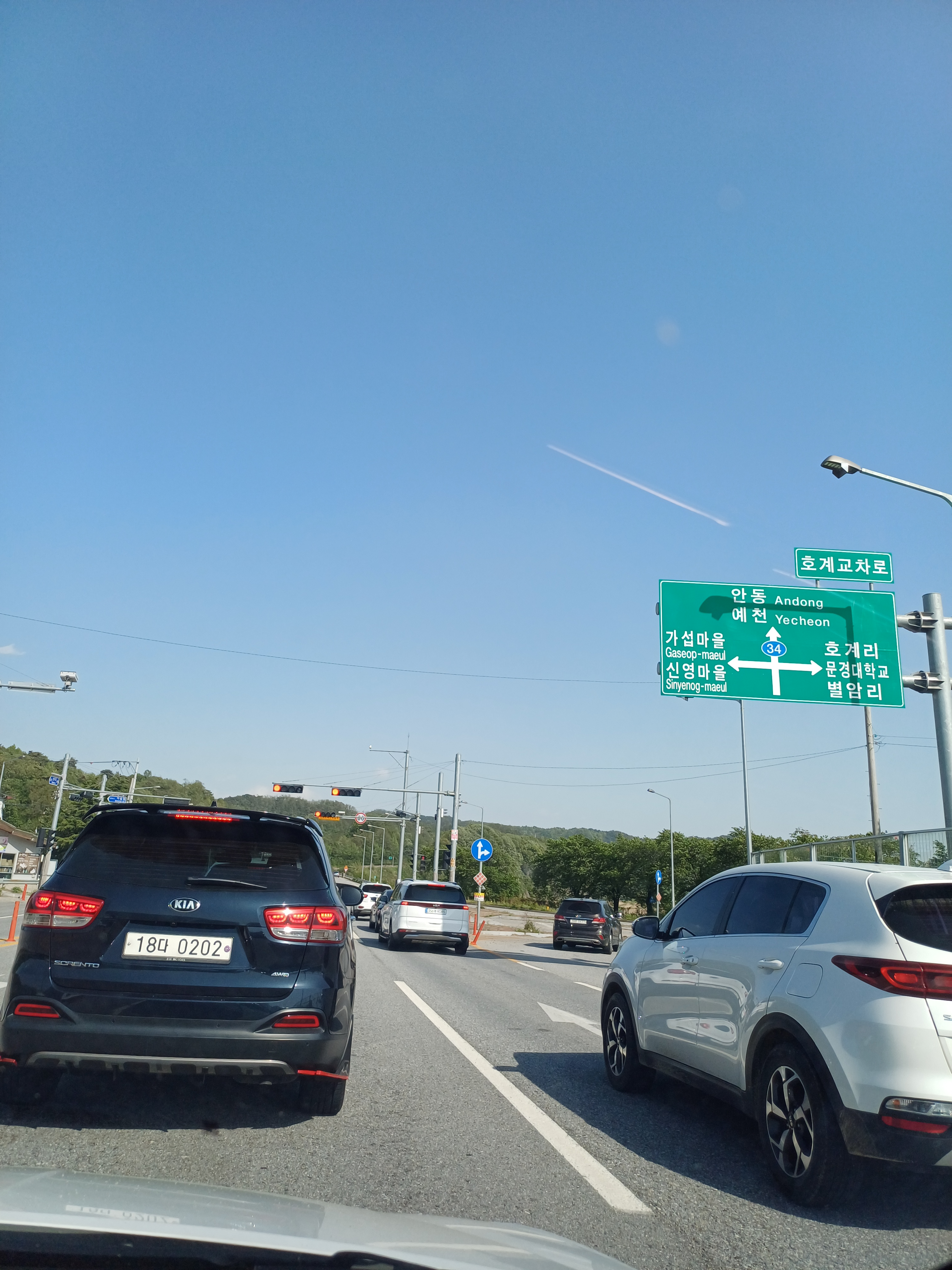
호계교차로(안동, 예천 방면)
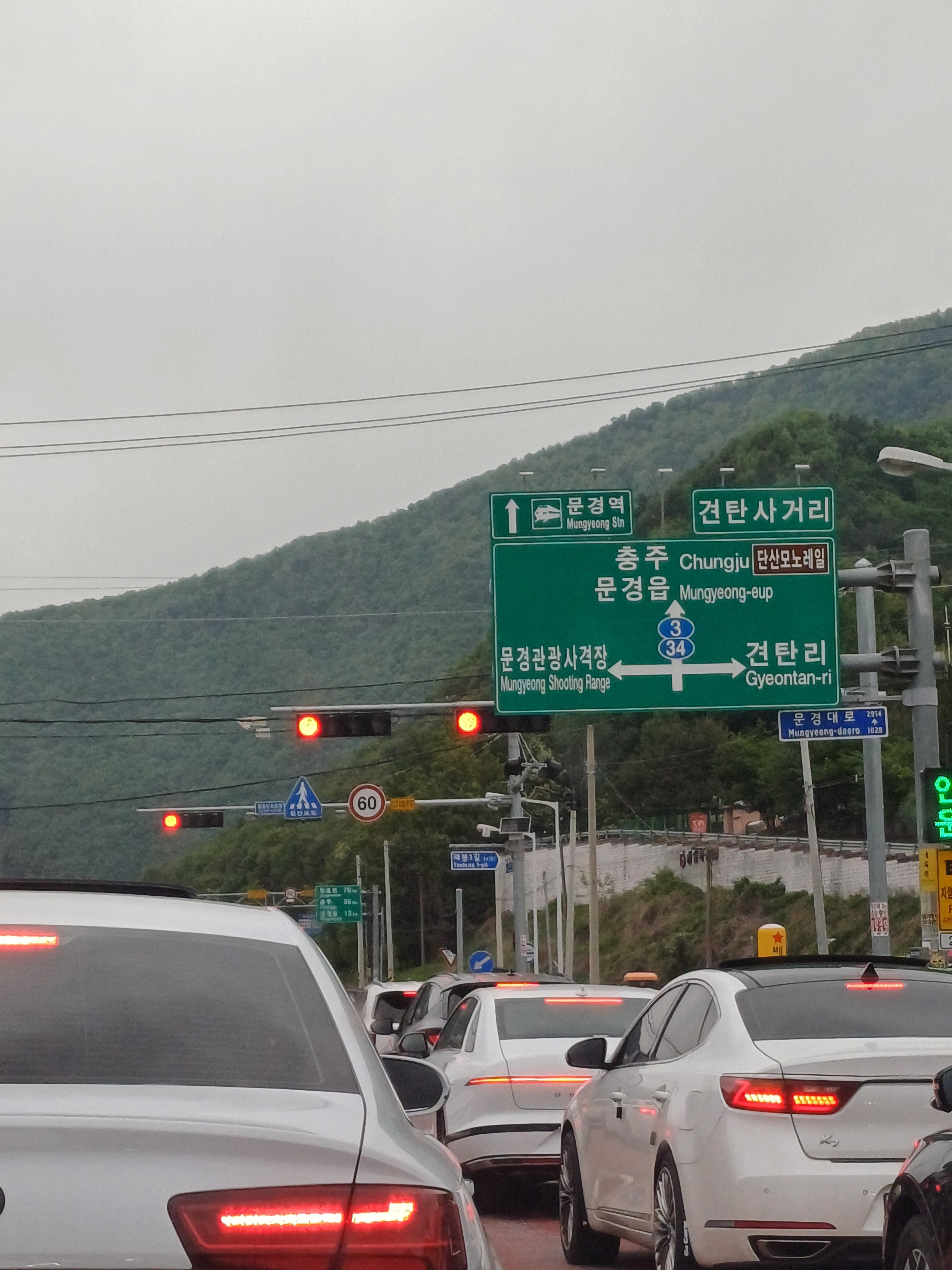
충주방면
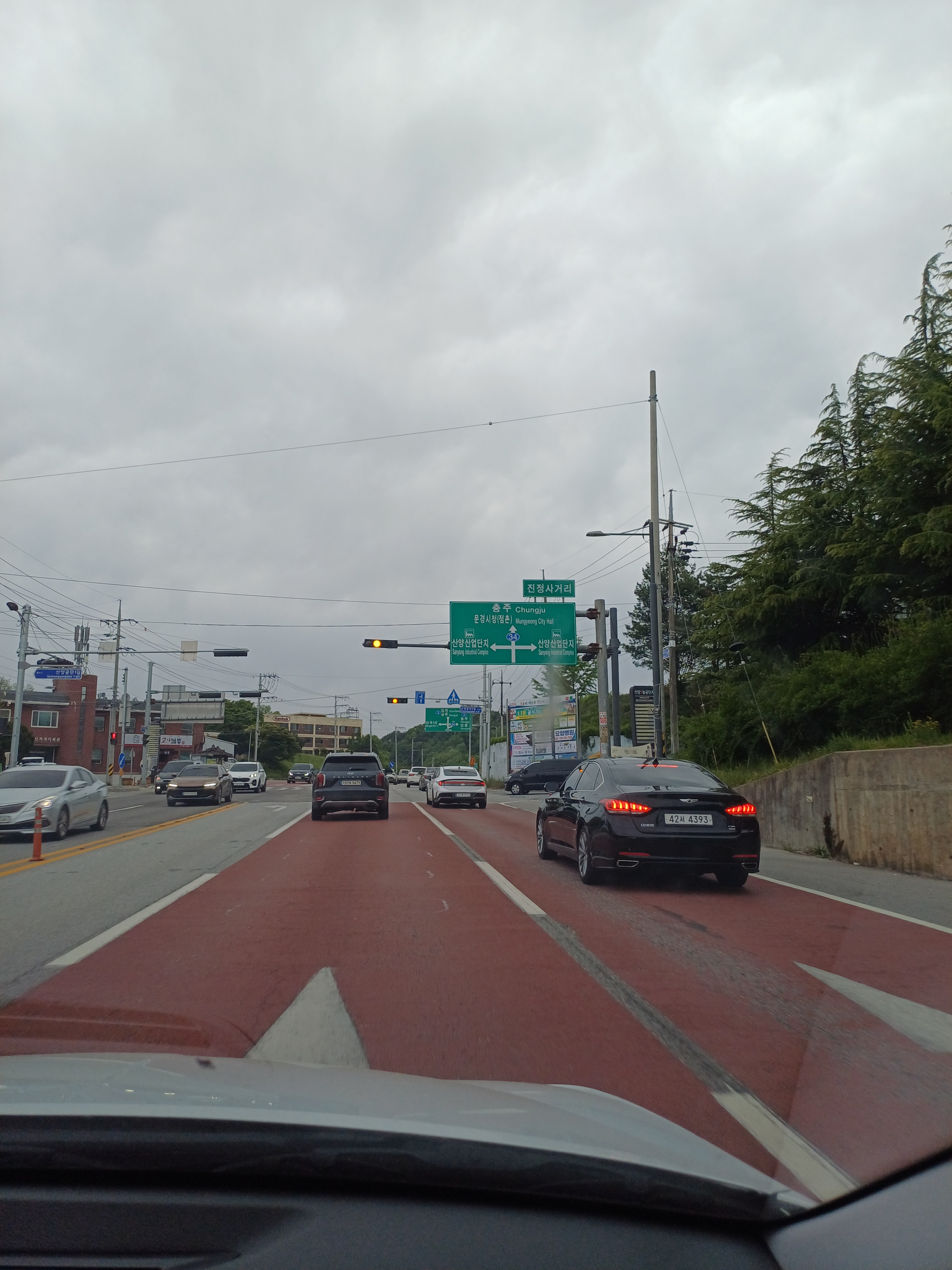
진정사거리